# Коффердам (кораблестроение)

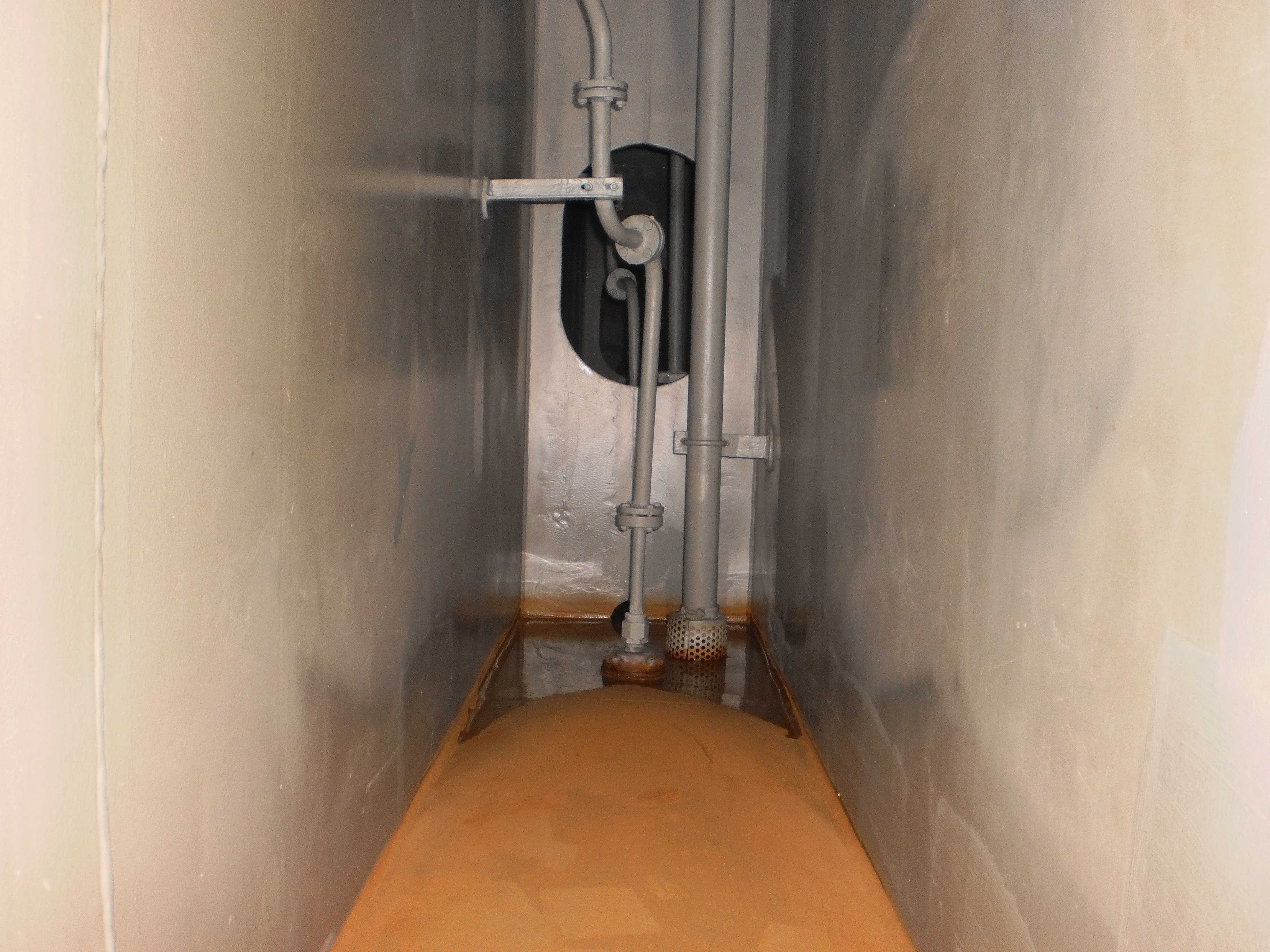
Внутри коффердама (узкий танк на корабле). Меньшая труба для установки эхолота, большая труба для осушения коффердама

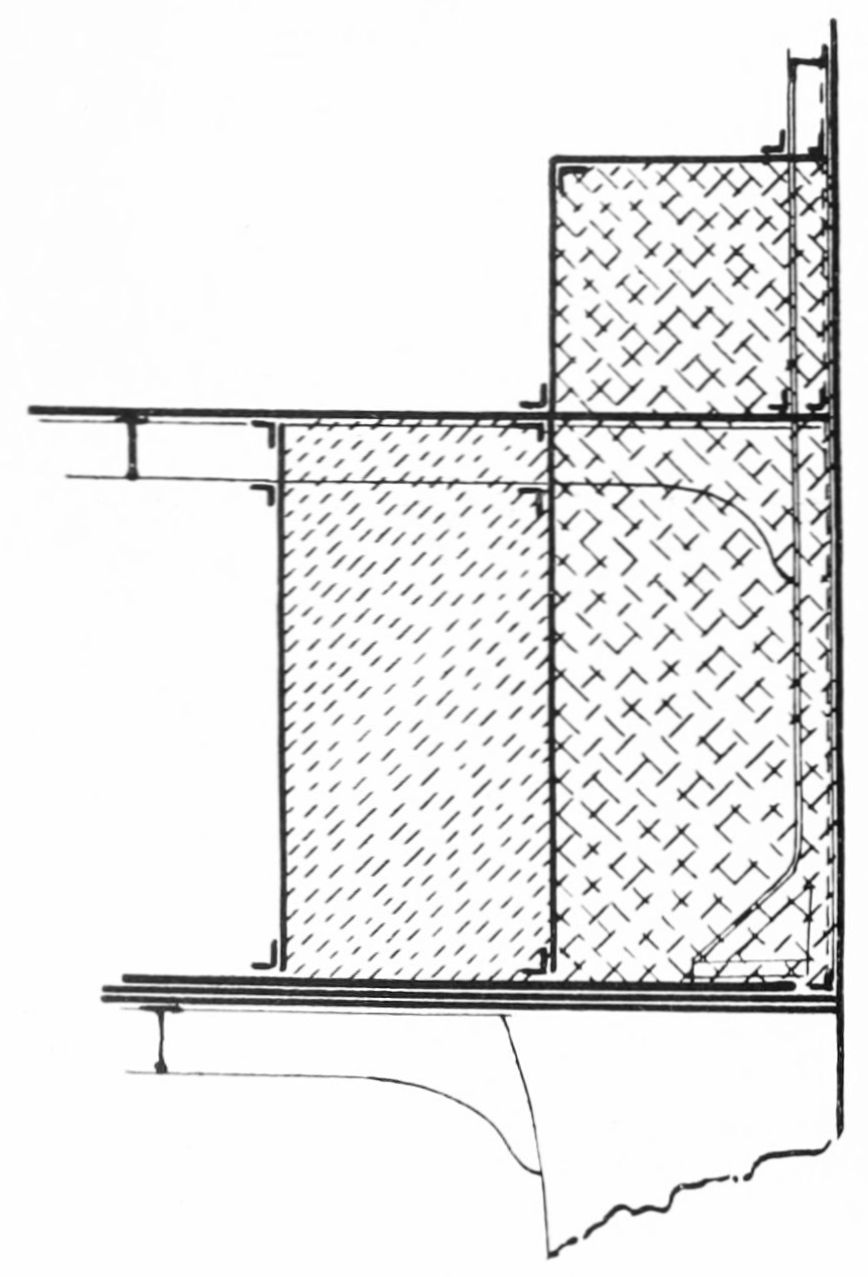
Схема коффердама на линкоре типа «Айова»

Коффердам (от нем. Kofferdamm) — кораблестроительный термин, применяется в двух значениях.
1. Узкий отсек, служащий для разделения помещений на судне. Применяется для исключения просачивания газов из цистерн.
2. В военном кораблестроении, кроме того, под коффердамом понимался водонепроницаемый отсек между броневым поясом и водонепроницаемой переборкой. В конструкции бронепалубных крейсеров располагался у ватерлинии, между наклонной броневой палубой и внешним бортом. Предназначался для локализации повреждений обшивки, нередко заполнялся целлюлозой или кокосовыми очистками.

## Назначение
Если бункер судна предназначается для жидкого топлива, то он должен быть отделен от грузового трюма узким непроницаемым отсеком, называемым коффердамом; коффердам устраняет опасность попадания нефтепродуктов сквозь неплотности переборки в соседнее помещение. Коффердамы устраиваются также в междудонных отсеках для отделения двух примыкающих друг к другу отсеков, если желают избегнуть возможности смешивания находящихся в этих отсеках жидкостей, как, например, отсеков для топлива и для пресной воды.